# Поваляева, Анна Николаевна
Анна Николаевна Поваляева (род. 14 августа 1988 года) — российская лыжница.

## Спортивная карьера
22 ноября 2007 года дебютировала на Этапа Кубка Восточной Европы. Выйдя почти 80 раз на старт завоевала 2 место на этапе в Хакасии 23 октября 2013 года.
1 февраля 2013 года приняла участие в Этапе Кубка мира в Сочи, показав 31-й результат в спринте.
Участница трёх Универсиад. На Универсиаде в Эрзуруме была лишь 25-й в гонке на 5 км.
В 2013 году на Универсиаде в Трентино приняла участие в четырёх дисциплинах и завоевала бронзовую медаль в смешанной эстафете.
На Универсиаде 2015 в Шкрбске-Плесо в той же дисциплине, с тем же партнёром (Рауль Шакирзянов) завоевала серебряную медаль.
Участница семи чемпионатов России. Лучший результат в спринте на внеочередном чемпионате России в городе Сочи на будущих олимпийских трассах — 2 место.
Студентка Новокузнецкого филиала Кемеровского государственного университета.